# چارسی سامپسون
چارسی سامپسون (انگلیسی: Charisse Sampson؛ زادهٔ ۱ سپتامبر ۱۹۷۴) بازیکن بسکتبال اهل ایالات متحده آمریکا است.